# Hetereleotris tentaculata
Hetereleotris tentaculata és una espècie de peix de la família dels gòbids i de l'ordre dels perciformes.

## Morfologia
Els mascles poden assolir els 3 cm de longitud total.

## Distribució geogràfica
Es troba a Moçambic, Sud-àfrica i Seychelles.